# Patrick Fischler
Patrick S. Fischler (Los Ángeles, California, 29 de diciembre de 1969) es un actor estadounidense, reconocido por interpretar a Jimmy Barrett en la serie dramática Mad Men, a Phil en Lost, a Kenny No-Gun en Southland y a Smoothie en Happy! Ha aparecido en más de 60 producciones de cine y televisión, incluyendo las películas Mulholland Drive (2001), Ghost World (2001), Old School (2003), The Black Dahlia (2006) y Dinner for Schmucks (2010).
Fischler interpretó el papel del gánster Mickey Cohen en el videojuego de 2011 L.A. Noire, que utilizaba tecnología de captura facial para convertir el rendimiento en los gráficos del juego. Dos años más tarde interpretó el papel de otro gánster, Meyer Lansky, en la serie Mob City. En 2012 apareció en One for the Money, película adaptada de la novela del mismo nombre de Janet Evanovich.

## Filmografía

### Cine
| Año  | Título                        | Papel                   | Notas |
| ---- | ----------------------------- | ----------------------- | ----- |
| 1994 | Speed                         | Amigo de ejecutivo      |       |
| 1994 | The Shadow                    | Marinero                |       |
| 1994 | Swimming with Sharks          | Moe                     |       |
| 1996 | Twister                       | El comunicador          |       |
| 1998 | The Week That Girl Died       | Ralph                   |       |
| 2001 | Mulholland Drive              | Dan                     |       |
| 2001 | Ghost World                   | Masterpiece Video clerk |       |
| 2002 | Full Frontal                  | Harvey                  |       |
| 2003 | Old School                    | Michael                 |       |
| 2003 | Something's Gotta Give        | Stage manager           |       |
| 2004 | Win a Date with Tad Hamilton! |                         |       |
| 2005 | The Seat Filler               | Irwin                   |       |
| 2006 | The Black Dahlia              | Ellis Loew              |       |
| 2006 | Idiocracy                     |                         |       |
| 2007 | Three Days to Vegas           | Kenneth                 |       |
| 2007 | Live!                         | Trevor                  |       |
| 2008 | The Great Buck Howard         | Michael Perry           |       |
| 2008 | Finding Amanda                | Kevin                   |       |
| 2008 | Garden Party                  | Anthony                 |       |
| 2010 | Miss Nobody                   | Pierre JeJeune          |       |
| 2010 | Dinner for Schmucks           | Vincenzo                |       |
| 2011 | Red State                     | Agente Hammond          |       |
| 2011 | Atlas Shrugged: Part I        | Paul Larkin             |       |
| 2012 | One for the Money             | Vinnie Plum             |       |
| 2013 | Big Sur                       | Lew Welch               |       |
| 2013 | The Test                      |                         | Corto |
| 2013 | 2 Guns                        | Dr. Ken                 |       |
| 2013 | Haunted Trumpet               |                         | Corto |
| 2014 | The Pact 2                    | Agente Ballard          |       |
| 2015 | The Diabolical                | Austin                  |       |
| 2016 | Hail, Caesar!                 | Escritor comunista      |       |
| 2016 | Rules Don't Apply             | Director                |       |
| 2016 | Her Last Will                 | Gill Cotton             |       |
| 2018 | Under the Silver Lake         | Comic Man               |       |
| 2018 | The Standoff at Sparrow Creek | Beckmann                |       |
| 2023 | Fair Play                     | Robert Bynes            |       |
| 2023 | American Fiction              | Mandel                  |       |
| 2023 | Night Shift                   | Warner                  |       |
| 2023 | The Mill                      | Vecino                  |       |

### Televisión
| Año        | Título                               | Papel                        | Notas                                                     |
| ---------- | ------------------------------------ | ---------------------------- | --------------------------------------------------------- |
| 1990       | Knots Landing                        |                              | 1 episodio                                                |
| 1993       | Love & War                           |                              | 1 episodio                                                |
| 1993       | Flying Blind                         | Steve                        | 1 episodio                                                |
| 1993       | The Adventures of Brisco County, Jr. |                              | 1 episodio                                                |
| 1994       | Sister, Sister                       | Lenny                        | 1 episodio                                                |
| 1995       | Double Rush                          | Anthony                      | 1 episodio                                                |
| 1996, 2001 | NYPD Blue                            | Johnny DuMont / Ken Thornton | 2 episodios                                               |
| 1996–2001  | Nash Bridges                         | Pepe                         | 11 episodios                                              |
| 1997       | The Pretender                        | Toby                         | 1 episodio                                                |
| 2001       | 18 Wheels of Justice                 | Andrew 'Andy' Jacobs         | 1 episodio                                                |
| 2002       | Off Centre                           | Donald                       | 1 episodio                                                |
| 2002       | Charmed                              | Foreman                      | 1 episodio                                                |
| 2002       | Gilda Radner: It's Always Something  | Eugene Levy                  | Telefilme                                                 |
| 2002       | Judging Amy                          | Phil Brown                   | 1 episodio                                                |
| 2003       | Birds of Prey                        | Dr. Will Kroner              | 1 episodio                                                |
| 2003       | Angel                                | Ted                          | 1 episodio                                                |
| 2003       | CSI: Crime Scene Investigation       | Wolfie                       | 1 episodio                                                |
| 2003       | Line of Fire                         | James Henkel                 | 1 episodio                                                |
| 2004–2007  | Girlfriends                          | Clark                        | 3 episodios                                               |
| 2004       | ER                                   |                              | 1 episodio                                                |
| 2004       | My Wife & Kids                       | Director                     | 1 episodio                                                |
| 2004       | The West Wing                        | Walter Sprout                | 1 episodio                                                |
| 2005       | Monk                                 | Eddie                        | 1 episodio                                                |
| 2005       | CSI: NY                              | Brent                        | 1 episodio                                                |
| 2005       | Star Trek: Enterprise                | Mercer                       | 1 episodio                                                |
| 2005       | CSI: Miami                           | Vince Nolan                  | 2 episodios                                               |
| 2005       | E-Ring                               | Mark Sinclair                | 1 episodio                                                |
| 2006       | Four Kings                           | Server Phil                  | 1 episodio                                                |
| 2006       | The New Adventures of Old Christine  | David                        | 1 episodio                                                |
| 2006       | Him and Us                           | Dr. Parker                   | Telefilme                                                 |
| 2007       | What About Brian?                    | Schmitty                     | 2 episodios                                               |
| 2007       | Drive                                | Brad                         | 2 episodios                                               |
| 2007       | According to Jim                     | Darryl                       | 1 episodio                                                |
| 2007       | Veronica Mars                        | Russell Marchant             | 1 episodio                                                |
| 2007       | Moonlight                            | Alan                         | 1 episodio                                                |
| 2007       | Bones                                | Gil Bates                    | 1 episodio                                                |
| 2008       | NCIS                                 | George Stenner               | 1 episodio (Temporada 5 Episodio 15 - Zona Internacional) |
| 2008       | The Middleman                        | Dr. Rollin Newleaf           | 1 episodio                                                |
| 2008       | Burn Notice                          | Jimmy                        | 1 episodio                                                |
| 2008       | Mad Men                              | Jimmy Barrett                | 4 episodios                                               |
| 2008       | Cold Case                            | Monty Moran                  | 1 episodio                                                |
| 2008       | Pushing Daisies                      |                              | 1 episodio                                                |
| 2009       | Lost                                 | Phil                         | 9 episodios                                               |
| 2009–2010  | Southland                            | Detective Kenny 'No-Gun'     | 8 episodios                                               |
| 2010       | Dark Blue                            | Ray Blake                    | 1 episodio                                                |
| 2010       | Weeds                                | Don                          | 1 episodio                                                |
| 2010       | Lie to Me                            | Olson                        | 1 episodio                                                |
| 2010       | The Whole Truth                      |                              | 1 episodio                                                |
| 2010       | Chase                                | Ed Castwick                  | 1 episodio                                                |
| 2010       | Law & Order: LA                      | Josh Solomon                 | 1 episodio                                                |
| 2011       | Criminal Minds                       | Jack Fahey                   | 1 episodio                                                |
| 2011       | Franklin & Bash                      | John Stills                  | 1 episodio                                                |
| 2011       | Curb Your Enthusiasm                 | Stu                          | 1 episodio                                                |
| 2011       | Grimm                                | Billy Capra                  | 1 episodio                                                |
| 2012       | County                               | Hendricks                    | Telefilme                                                 |
| 2012       | Body of Proof                        | Joey Jablonsky               | 1 episodio                                                |
| 2012       | Grey's Anatomy                       | Jake Steiner                 | 1 episodio                                                |
| 2012       | The Finder                           | Jason Stefanian              | 1 episodio                                                |
| 2012       | Law & Order: Special Victims Unit    | Dr. Gene Brightman           | 1 episodio                                                |
| 2012       | Veep                                 | Ken                          | 1 episodio                                                |
| 2012       | Scandal                              | Arthur 'Artie' Hornbacher    | 1 episodio                                                |
| 2012       | Castle                               | Leo                          | 1 episodio                                                |
| 2012–2013  | Californication                      | Gabriel                      | 4 episodios                                               |
| 2013       | Hawaii Five-0                        | Ryan Webb                    | 1 episodio                                                |
| 2013       | Newsreaders                          | Bram Strunk                  | 1 episodio                                                |
| 2013       | The Mentalist                        | Gary Beinhart                | 1 episodio                                                |
| 2013       | Mob City                             | Meyer Lansky                 | 1 episodio                                                |
| 2014       | Maron                                | Ted Curtis                   | 1 episodio                                                |
| 2014–2015  | Married                              | Jay                          | 2 episodios                                               |
| 2014–2016  | Suits                                | A. Elliott Stemple           | 2 episodios                                               |
| 2015       | Battle Creek                         | Milner                       | 1 episodio                                                |
| 2015       | Silicon Valley                       | Dr. Davis Bannercheck        | 3 episodios                                               |
| 2015       | Grandfathered                        | Frederick                    | 1 episodio                                                |
| 2015       | Shameless                            | Wade Shelton                 | 2 episodios                                               |
| 2015–2017  | Once Upon a Time                     | Isaac Heller                 | 8 episodios                                               |
| 2016       | Fresh Off the Boat                   | Sr. Jaffey                   | 1 episodio                                                |
| 2017       | Rosewood                             | Chuck Furwell                | 1 episodio                                                |
| 2017       | Code Black                           | Gareth Reddick               | 2 episodios                                               |
| 2017       | Doubt                                | Alan Markes                  | 2 episodios                                               |
| 2017       | Scorpion                             | Kapper                       | 1 episodio                                                |
| 2017       | Twin Peaks                           | Duncan Todd                  | 6 episodios                                               |
| 2017       | Kingdom                              | Dan                          | 3 episodios                                               |
| 2017–2019  | Happy!                               | Smoothie                     | Papel principal                                           |
| 2020       | Defending Jacob                      | Dan Rifkin                   | 4 episodios                                               |
| 2020       | The Right Stuff                      | Bob Gilruth                  | 8 episodios                                               |
| 2021       | 9-1-1                                | Hollis Hardcourt             | 1 episodio                                                |
| 2021       | United States of AI                  | Clint                        | 1 episodio                                                |
| 2021       | Nuevo sabor a cereza                 | Alvin Sender                 | 2 episodios                                               |
| 2021       | American Crime Story                 | Sidney Blumenthal            | 4 episodios                                               |
| 2022       | The Rookie                           | Mr. Karga                    | 1 episodio                                                |
| 2022       | NCIS: Hawai'i                        | Glenn Smith                  | 1 episodio                                                |
| 2022       | Gigoló Americano                     | Theodore Banks               | 2 episodios                                               |
| 2022       | A friend of the family               | Garth Pincock                | 3 episodios                                               |
| 2023       | Quantum Leap                         | Dr. Mueller                  | 1 episodio                                                |
| 2023       | Barry                                | Lon O'Neill                  | 3 episodios                                               |
| 2023       | The Lincoln Lawyer                   | Jacob Zimmer                 | 2 episodios                                               |
| 2023       | Billions                             | Ern Quinn                    | 1 episodio                                                |